# Strangers (film 2007)
Strangers – indyjski thriller wyreżyserowany w 2007 roku przez debiutanta Anand Rai. W rolach głównych  Jimmy Shergill, Kay Kay Menon, Nandana Sen i Sonali Kulkarni. To adaptacja filmu Alfred Hitchcocka z 1951 roku pt. Nieznajomi w pociągu. Film opowiada historie dwóch mężczyzn, którzy poznawszy się przypadkiem w pociągu rzucają sobie wyzwanie. Opowiedziawszy sobie historie swoich nieszczęśliwych małżeństw decydują się na morderstwo doskonałe. Każdy z nich ma zabić żonę tego drugiego.

## Fabuła
W pociągu wyruszającym z Londynu spotyka się w przedziale dwóch nieznanych sobie mężczyzn. Obaj są Indusami żyjącymi w Anglii. Przed nimi kilka godzin wspólnej podróży, więc zaczynają sobie opowiadać historie swoich nieszczęśliwych małżeństw. Rahul (Jimmy Shergill) jest pisarzem, który przezywa akurat okres niemocy twórczej. Bezrobotny, niezadowolony z siebie, przybity niewierzącą w niego żoną, ucieka w alkohol. Preity (Nandana Sen) rani go kolejnymi zdradami, noce spędzając poza domem. Sanjeev Rai (Kay Kay Menon) jest biznesmenem, który 15 lat temu stracił w wypadku 6-letniego syna. Amita. Od tego czasu doświadcza samotności u boku żony (Sonali Kulkarni) żyjącej w pół urojonym świecie, wciąż świętującej urodziny nieżyjącego syna. Obydwaj mężczyźni są umęczeni życiem w nieszczęśliwym związku. Nie wyobrażają sobie jednak porzucenia swych żon i rozwodu, absolutnie odrzucanego przez rodzinę i środowisko Indusów, którym żyją. Stąd pomysł rozwiązania problemu poprzez śmierć. Sanjeev wpada na pomysł morderstwa doskonałego. Rahul miałby zabić jego żonę Nandini, a on żonę Rahula, Preity.

## Obsada
- Jimmy Shergill as "Rahul"
- Kay Kay Menon as "Mr. Rai"
- Nandana Sen as "Priety"
- Sonali Kulkarni "Nandini"